# Civo
Civo je komuna (obec) v provincii Sondrio v italském regionu Lombardie, která se nachází asi 95 km severovýchodně od Milána a asi 24 kilometrů západně od Sondria. K prosinci 2020 měla obec 1 111 obyvatel a rozlohu 25,2 km².
Civo sousedí s následujícími obcemi: Ardenno, Dazio, Mello, Morbegno, Novate Mezzola, Traona, Val Masino.